# Fondmetal GR01
Az Fondmetal Fomet 1 egy Formula–1-es versenyautó, melyet a Fondmetal csapat tervezett és versenyeztetett az 1991-es Formula–1 világbajnokságban, majd 1992-ben az idény első felében Fondmetal GR01 néven. Pilótái 1991-ben Olivier Grouillard és Gabriele Tarquini voltak, 1992-ben pedig Tarquini mellett Andrea Chiesa.

## Áttekintés
1991-ben a sikertelen Osella csapatot immár teljes egészében a nevére vette Gabriele Rumi és az általa vezetett Fondmetal felnigyártó cég. A céljuk az előrelépés volt, az első idényt azonban még átmenetinek szánták. Ekkoriban már általánossá kezdett válni az a szemlélet, hogy a legtöbb csapat főhadiszállása Nagy-Britanniában van, mert ott dolgoznak a legjobb mérnökök, ezért a fejlesztésnek legalább egy része ott történik. A Fondmetal is úgy döntött, hogy ezt az utat járja, és alapítottak egy Fomet nevű céget Bichesterben. A Fomet a March Engineering-gel bútorozott össze, vezetője pedig Robin Herd volt, a March korábbi mérnöke. Ez a cég tervezte meg az új versenyautót, a Fomet 1-et.
Az együttműködés azonban alig egy évig tartott. A Fomet 1991 végétől elkezdett más csapatokkal is együtt dolgozni, amit Gabriele Rumi nem nézett jó szemmel és felmondta a megállapodásukat - annak ellenére, hogy már készült az 1992-es versenyautójuk. Ezt az autót adta el végül a Fomet a Larrousse csapatnak, amely Venturi LC92 néven versenyeztette, a Fondmetal pedig egy másik céggel volt kénytelen legyártatni a sajátját. Ez csúszást okozott, emiatt a Fomet 1-est immár átnevezve GR01 névre, kénytelenek voltak az 1992-es szezon első felében is versenyeztetni.
Maga a Fomet 1 egy hagyományos alapokon nyugvó versenyautó volt, megtartva néhány elemet az előd Osella FA1ME-ről is. Aerodinamikailag hatékonyabb volt és a kasztni pedig keskenyebb. A felfüggesztés mindkét tengelyen nyomórudas lett. 1991-ben megtartották a Hart által karbantartott Ford-Cosworth DFR motorokat, melyeket 1992-ben egy frissebb, HB specifikációjúra cseréltek.

## Versenyben

### 1991
Az első két versenyre még nem volt készen az autó, ezért a csapat az Osella FA1ME átalakított változatát használta. Először Imolában hajtott pályára az új autó, amely még nem volt egészen kész, ráadásul nem is igazán tudtak vele tesztelni. Kezdetben csapnivaló volt a megbízhatóság, ezt Richard Divila leigazolásával, az ő közreműködésével javították. Erre az idényre csak egy autóval neveztek: a 14-es rajtszámú autót Olivier Grouillard vezette, akit három futammal az idény vége előtt elbocsátottak, és a helyére Gabriele Tarquini ült. Ő relatíve jól szerepelt, mert kétszer célba tudott érni, a szezonzáró ausztrál nagydíjon azonban már a prekvalifikáció során kiesett. Grouillard egyedül a belga nagydíjat versenyezte végig, a legtöbbször a prekvalifikáción elvérzett.

### 1992
Miután a Fomettel szakítottak, egy másik céggel kellett új autót terveztetniük. Csakhogy addig is versenyezni kellett valamivel, ezért a Fomet 1-et építették át, és nevezték is át GR01-re, a szakítás jegyében. A legjelentősebb változást az új specifikációjú motorok jelentették. Ebben az idényben már két autóval indultak, mert Tarquini mellé leigazolták Andrea Chiesát. Az autót megbízhatósági gondok sújtották, főként az elégtelen motorhűtés miatt, ezért az idény során egyszer sem értek célba vele. Bár az új modell már megérkezett a szezon közepén, Chiesa a brit nagydíjon kénytelen volt visszaváltani a régi versenyautóra, miután a GR02-esét egy csúnya rajtbalesetben összetörte a brit nagydíjon.

### Utóélete
Az egyik autót Ranieri Randaccio vásárolta meg, aki átalakította: nagyobb légbeömlőket helyeztetett rá, a kerekek felé pedig borítás került. Ezzel az autóval versenyzett 1994-1997 között az Interserie bajnokságban.

## Eredmények
| Év   | Csapat           | Kasztni | Engine   | Tyres | Drivers            | 1   | 2   | 3   | 4   | 5   | 6   | 7   | 8   | 9   | 10  | 11  | 12  | 13  | 14  | 15  | 16  | Points | WCC |
| ---- | ---------------- | ------- | -------- | ----- | ------------------ | --- | --- | --- | --- | --- | --- | --- | --- | --- | --- | --- | --- | --- | --- | --- | --- | ------ | --- |
| 1991 | Fondmetal F1 SpA | Fomet 1 | Ford DFR | G     |                    | USA | BRA | SMR | MON | CAN | MEX | FRA | GBR | GER | HUN | BEL | ITA | POR | ESP | JPN | AUS | 0      | -   |
| 1991 | Fondmetal F1 SpA | Fomet 1 | Ford DFR | G     | Olivier Grouillard |     |     | NPK | NPK | NPK | KI  | KI  | NPK | NPK | NK  | 10  | KI  | NPK |     |     |     | 0      | -   |
| 1991 | Fondmetal F1 SpA | Fomet 1 | Ford DFR | G     | Gabriele Tarquini  |     |     |     |     |     |     |     |     |     |     |     |     |     | 12  | 11  | NPK | 0      | -   |
| 1992 | Fondmetal F1 SpA | GR01    | Ford HB  | G     |                    | RSA | MEX | BRA | ESP | SMR | MON | CAN | FRA | GBR | GER | HUN | BEL | ITA | POR | JPN | AUS | 0      | -   |
| 1992 | Fondmetal F1 SpA | GR01    | Ford HB  | G     | Andrea Chiesa      | NK  | KI  | NK  | KI  | NK  | NK  | NK  |     | NK  |     |     |     |     |     |     |     | 0      | -   |
| 1992 | Fondmetal F1 SpA | GR01    | Ford HB  | G     | Gabriele Tarquini  | KI  | KI  | KI  | KI  | KI  | KI  |     |     |     |     |     |     |     |     |     |     | 0      | -   |

## Forráshivatkozások
1. ↑  Fondmetal - Profile. web.archive.org, 2010. december 27. (Hozzáférés: 2025. február 3.)
2. 1 2  A Fondmetal-sztori… (magyar nyelven). Napi F1 sztori, 2020. március 29. (Hozzáférés: 2025. február 3.)